# Amiocentrus aspilus
Amiocentrus aspilus är en nattsländeart som först beskrevs av Ross 1938.  Amiocentrus aspilus ingår i släktet Amiocentrus och familjen bäcknattsländor. Inga underarter finns listade i Catalogue of Life.